# 20278 Qileihang
A 20278 Qileihang (ideiglenes jelöléssel 1998 FP45) a Naprendszer kisbolygóövében található aszteroida. A LINEAR projekt keretében fedezték fel 1998. március 20-án.